# Keshena
Keshena ist ein Census-designated place (CDP) in und Verwaltungssitz von Menominee County im US-amerikanischen Bundesstaat Wisconsin. Im Jahr 2020 hatte Keshena 1257 Einwohner.
In Keshena befindet sich die Verwaltung der Menominee Indian Reservation der Menominee.

## Geografie
Keshena liegt im mittleren Nordosten Wisconsins am östlichen Ufer des Wolf River, der über den Fox River und den Lake Winnebago zum Einzugsgebiet des Michigansees gehört.
Die geografischen Koordinaten von Keshena sind 44°53′02″ nördlicher Breite und 88°38′01″ westlicher Länge. Der Ort erstreckt sich über eine Fläche von 21,9 km².
Nachbarorte von Keshena sind Legend Lake (6,2 km östlich), Shawano (11,9 km südlich), Red River (14,3 km südwestlich), Gresham (16,4 km westlich) und Keshena Falls (2,5 km nordwestlich).
Die nächstgelegenen größeren Städte sind Green Bay am Michigansee (72,1 km südöstlich), Wisconsins größte Stadt Milwaukee (252 km südsüdöstlich), Chicago in Illinois (397 km in der gleichen Richtung), Appleton (81,9 km südlich), Wisconsins Hauptstadt Madison (249 km südsüdwestlich), Wausau (95,5 km westlich), die Twin Cities in Minnesota (385 km in der gleichen Richtung) und Duluth am Oberen See (435 km nordwestlich).

## Verkehr
Im Zentrum von Keshena treffen die Wisconsin State Highways 47 und 55 zusammen. Alle weiteren Straßen sind untergeordnete Landstraßen, teils unbefestigte Fahrwege sowie innerörtliche Verbindungsstraßen.
Mit dem Shawano Municipal Airport befindet sich 15,1 km südsüdöstlich ein kleiner Flugplatz. Die nächsten Verkehrsflughäfen sind der Austin Straubel International Airport in Green Bay (71,6 km südöstlich), der Milwaukee Mitchell International Airport in Milwaukee (260 km südsüdöstlich), der Outagamie County Regional Airport bei Appleton (86,4 km südlich) und der Central Wisconsin Airport bei Wausau (113 km westlich).

## Bevölkerung
Nach der Volkszählung im Jahr 2010 lebten in Keshena 1262 Menschen in 358 Haushalten. Die Bevölkerungsdichte betrug 57,6 Einwohner pro Quadratkilometer. In den 358 Haushalten lebten statistisch je 3,41 Personen.
Ethnisch betrachtet setzte sich die Bevölkerung zusammen aus 2,8 Prozent Weißen, 0,1 Prozent (eine Person) Afroamerikanern, 95,2 Prozent amerikanischen Ureinwohnern sowie 0,1 Prozent aus anderen ethnischen Gruppen; 1,9 Prozent stammten von zwei oder mehr Ethnien ab. Unabhängig von der ethnischen Zugehörigkeit waren 6,6 Prozent der Bevölkerung spanischer oder lateinamerikanischer Abstammung.
40,3 Prozent der Bevölkerung waren unter 18 Jahre alt, 52,7 Prozent waren zwischen 18 und 64 und 7,0 Prozent waren 65 Jahre oder älter. 50,0 Prozent der Bevölkerung waren weiblich.
Das mittlere jährliche Einkommen eines Haushalts lag bei 34.038 USD. Das Pro-Kopf-Einkommen betrug 9835 USD. 35,4 Prozent der Einwohner lebten unterhalb der Armutsgrenze.

## Bekannte Bewohner
- Ada Deer (1935–2023) – Politikerin und Hochschullehrerin – hier geboren
- Marcus Oliveira (* 1979) – Boxprofi – hier geboren
- Alaqua Cox (* 1997) – Schauspielerin – hier geboren